# Ozan Kabak
Ozan Muhammed Kabak (Ankara, 2000. március 25. –) török válogatott labdarúgó, a Norwich City játékosa kölcsönben a Schalke 04 csapatától.

## Pályafutása

### Klubcsapatokban
A Galatasaray saját nevelésű játékosaként írta alá 2017. július 1-jén az első profi szerződését a klubbal. 2018. május 12-én mutatkozott be a Yeni Malatyaspor ellen 2–0-ra megnyert bajnoki mérkőzésen. 2019. január 17-én a német VfB Stuttgart csapatához írt alá 2024. június 30-ig. Március 3-án a Hannover 96 csapata ellen 5–1-re megnyert Bundesliga találkozón megszerezte első két gólját. 18 évesen, 11 hónaposan és 7 naposan lett legfiatalabb török és harmadik legfiatalabb stuttgarti játékos, aki kétszer szerzett gólt egyetlen Bundesliga mérkőzésen. 2019. június 30-án 15 millió euróért igazolta le a Schalke 04 csapata.
2021. február 1-jén a 2020-21-es idény végéig szóló kölcsönszerződést írt alá a Liverpool csapatával. 2021. február 13-án mutatkozott be a Premier Leauge-ben, egy Leicester City elleni idegenbeli 3–1-es vereség alkalmával. Három nappal később az RB Leipzig elleni mérkőzésen a Bajnokok Ligájában is pályára léphetett. Ő lett a klub első török játékosa a legramgosabb európai kupasorozatban. Kilenc bajnokin jutott szóhoz a szezon végéig, azonban a Liverpool nem hosszabbította meg kölcsönszerződését.
2021. augusztus 30-án a Premier League-be feljutó Norwich Cityhez került, ugyancsak kölcsönbe.

### A válogatottban
Részt vett a 2017-es U17-es labdarúgó-Európa-bajnokságon és az U17-es labdarúgó-világbajnokságon. 2019. november 17-én mutatkozott be a felnőttek között az Andorra ellen 2–0-ra megnyert 2020-as labdarúgó-Európa-bajnokság selejtező mérkőzésen.

## Statisztika

### Klub
2021. január 30-i állapotnak megfelelően.
| Klub          | Szezon   | Bajnokság      | Bajnokság | Bajnokság | Kupa  | Kupa  | Nemzetközi | Nemzetközi | Egyéb | Egyéb | Összesen | Összesen |
| Klub          | Szezon   | Osztály        | Mérk.     | Gólok     | Mérk. | Gólok | Mérk.      | Gólok      | Mérk. | Gólok | Mérk.    | Gólok    |
| ------------- | -------- | -------------- | --------- | --------- | ----- | ----- | ---------- | ---------- | ----- | ----- | -------- | -------- |
| Galatasaray   | 2017-18  | Süper Lig      | 1         | 0         | 0     | 0     | 0          | 0          | —     | —     | 1        | 0        |
| Galatasaray   | 2018–19  | Süper Lig      | 13        | 0         | 0     | 0     | 4          | 0          | —     | —     | 17       | 0        |
| Galatasaray   | Összesen | Összesen       | 14        | 0         | 0     | 0     | 4          | 0          | 0     | 0     | 18       | 0        |
| VfB Stuttgart | 2018-19  | Bundesliga     | 15        | 3         | 0     | 0     | —          | —          | 2     | 0     | 17       | 3        |
| VfB Stuttgart | Összesen | Összesen       | 15        | 3         | 0     | 0     | 0          | 0          | 2     | 0     | 17       | 3        |
| Schalke 04    | 2019-20  | Bundesliga     | 26        | 3         | 2     | 0     | —          | —          | —     | —     | 28       | 3        |
| Schalke 04    | 2020-21  | Bundesliga     | 14        | 0         | 0     | 0     | —          | —          | —     | —     | 42       | 3        |
| Schalke 04    | Összesen | Összesen       | 40        | 3         | 2     | 0     | 0          | 0          | 0     | 0     | 0        | 0        |
| Liverpool     | 2020-21  | Premier League | 0         | 0         | —     | —     | 0          | 0          | —     | —     | 0        | 0        |
| Liverpool     | Összesen | Összesen       | 0         | 0         | 0     | 0     | 0          | 0          | 0     | 0     | 0        | 0        |
| Összesen      | Összesen | Összesen       | 69        | 6         | 2     | 0     | 4          | 0          | 2     | 0     | 77       | 6        |

1. ↑  Bundesliga rájátszás

### Válogatott
2020. november 17-i állapotnak megfelelően.
| Törökország | Törökország | Törökország |
| Év          | Mérk.       | Gólok       |
| ----------- | ----------- | ----------- |
| 2019        | 1           | 0           |
| 2020        | 6           | 0           |
| Összesen    | 7           | 0           |

## Sikerei, díjai

### Klub
- Galatasaray
  - Török bajnok: 2017-18

### Egyéni
- A Bundesliga szezon év újonca: 2018-19